# Karol Olszewski
Karol Stanisław Olszewski (29. ledna 1846 Broniszów – 24. března 1915 Krakov) byl polský chemik, matematik a fyzik.
Vystudoval matematiku, fyziku, chemii a biologii na Jagellonské univerzitě v Krakově. Obhájil svou disertační práci v Heidelbergu, pak se vrátil na alma mater, kde získal titul profesora (profesor nadzwyczajny).
V roce 1883 Olszewski a Zygmunt Wróblewski jako první zkapalnili kyslík, dusík a oxid uhličitý z atmosféry a přivedli je do stabilního stádia. V roce 1884 Olszewski jako první na světě zkapalnil vodík v dynamickém stavu, přičemž dosáhl tehdy rekordně nízkou teplotu −225 °C (48 K). V roce 1895 zkapalnil argon. Neuspěl pouze při pokusech o zkapalnění nově objeveného helia. V roce 1896, poté, co se doslechl o pokusech Wilhelma Conrada Röntgena s rentgenovými paprsky, během několika dní na začátku února tyto pokusy zopakoval a přivedl tak na Jagellonskou univerzitu obor radiologie.